# آبشار بریدال ویل (تلورید)
آبشار بریدال ویل (به انگلیسی: Bridal Veil Falls) آبشاری است که در کشور ایالات متحده آمریکا واقع شده‌است و بلندترین ریزشگاه آن ۱۱۱ متر ارتفاع دارد. حوضهٔ آبریز این آبشار، رود سن میگوئل است.